# بوكي كورتيس
بوكي كورتيس (بالإنجليزية: Bucky Curtis)‏ هو لاعب كرة قدم كندية أمريكي، ولد في 1929 في فرجينيا في الولايات المتحدة.